# Heinrich von L’Estocq
Heinrich von L’Estocq (* 1. April 1756 in Dresden; † 8. April 1837 in Berlin) war ein königlicher preußischer Generalmajor und Träger des Ordens Pour le Mérite.

## Leben und familiäres Umfeld
Er entstammte der meist in preußischen Militärdiensten stehenden Hugenottenfamilie L’Estocq. Seine Eltern waren der Kurfürstl. sächsische Oberst Jakob August von L’Estocq (1715–1790) und Charlotte von Niesemeuschel (* 1721). Er war seit dem 14. Mai 1799 mit Anna Sophie Charlotte Freiin von Buddenbrock (1774–1836) verheiratet und hatte mit ihr einen Sohn und drei Töchter, darunter:
- Klementine (* 26. Oktober 1808; † 8. Januar 1883) ⚭ Wilhelm Eduard Karl Ludwig August von Jagow (1803–1883)

## Militärische Laufbahn
Heinrich von L’Estocq wählte wie fast alle seine Verwandten den militärischen Beruf und trat in die preußische Armee als Kavallerieoffiziersbewerber ein. Er bewährte sich besonders in den Kämpfen der preußischen Armee gegen die napoleonischen Heere nach der Doppelschlacht bei Jena und Auerstedt bei der Verteidigung Ostpreußens und Danzigs. Zu dieser Zeit war er Major im Regiment Rouquette-Dragoner. In einem Bericht Massenbachs an den General Friedrich Adolf von Kalckreuth vom 23. März 1807 heißt es: 
„.... Major von L’Estocq, welcher von meinem Chef bei Preußisch-Eylau bei der Affaire von Hagenau (19. 1.) zum V.O. bei S.M. dem König vorgeschlagen wurde, hat sich aufs Neue bei Aller Engel (26. 3.) mit sehr viel Entschlossenheit gezeugt und den Posten, welcher mit Ueberlegenheit angegriffen wurde, behauptet...“.
Wie aus einem später an eine Untersuchungskommission, die nach dem Frieden von Tilsit das Verhalten aller preußischen Offiziere während des verlorenen Kriege zu untersuchen hatte, hervorgeht, hatte L’Estocq im Gefecht bei Hagenau am 19. Januar 1807 mit nur zwei schwachen Eskadrons den französischen Angriff auf seine Position nicht nur abgeschlagen, sondern den Feind im Gegenangriff auch zurückgeworfen und drei Offiziere und 28 Mann gefangen genommen.
Der preußische König Friedrich Wilhelm III. verlieh daraufhin Major von L’Estocq am 8. April 1807 den Orden Pour le Mérite. In der Allerhöchsten Kabinettsorder an General Friedrich Adolf von Kalckreuth vom 8. April 1807 heißt es: 
„... Als Nachtrag zu Meiner Antwort auf Euern Bericht vom 30. v. Monats ... und den jenes Generals sowohl den Major von L’Estocq .... zum V.O. zu emphehlen, so will Ich die Auszeichnung bewilligen ...“.
Heinrich von L’Estocq diente weiter in der preußischen Armee und avancierte bis zum Rang eines Generalmajors. Nach seiner Entlassung aus dem aktiven Dienst trat er in die diplomatischen Dienste der anhaltinischen Herzöge von Anhalt-Dessau und Anhalt-Bernburg und vertrat diese als Ministerresident in Berlin.